# 拉尔纳戈勒
拉尔纳戈勒（法語：Larnagol，法語發音：[laʁnaɡɔl]）是法国洛特省的一个市镇，属于菲雅克区。

## 地理
拉尔纳戈勒（44°28'34"N, 1°46'39"E）面积24.36 平方千米，位于法国奧克西塔尼大區洛特省，该省份为法国西南部内陆省份，北起顺时针与科雷兹省、康塔爾省、阿韦龙省、塔恩-加龙省、洛特-加龍省和多尔多涅省接壤。
与拉尔纳戈勒接壤的市镇（或旧市镇、城区）包括：卡雅尔、卡尔维尼亚克、塞莱河畔马西亚克、圣舍尔、圣马丹拉布瓦勒、塞莱河畔索利亚克。

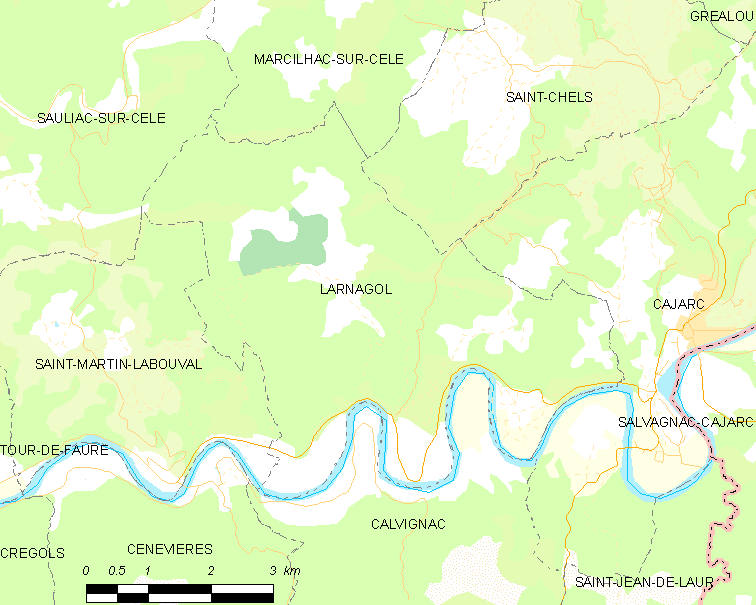
拉尔纳戈勒的OSM定位图

拉尔纳戈勒的时区为UTC+01:00、UTC+02:00（夏令时）。

## 行政
拉尔纳戈勒的邮政编码为46160，INSEE市镇编码为46155。

## 政治
拉尔纳戈勒所属的省级选区为科斯与谷地县。

## 人口

1962-2008年间拉尔纳戈勒人口变化图示

拉尔纳戈勒于2022年1月1日时的人口数量为136人。